# 知念英和
知念 英和（ちねん ひでかず、2005年〈平成17年〉3月19日 - ）は、日本の俳優。沖縄県出身。スターダストプロモーション第一事業部所属。

## 経歴
2021年9月に行われたスターダストプロモーション主催の『第2回スター☆オーディション』でファイナリストに選ばれたのをきっかけにスターダストプロモーションに入所。
2022年5月の『EBiDAN NEXT - Road to “エビネク夏フェス” in HMV&BOOKS SHINSAIBASHI』でステージデビュー。
2024年、特撮テレビドラマ『仮面ライダーガヴ』にて主人公のショウマ・ストマック / 仮面ライダーガヴ 役を務める。

## 人物
趣味は音楽を聴くこと、歌、ダンス、映画鑑賞、ドラマ鑑賞、読書、筋トレ。特技はダンス、数字、バドミントン、水泳。
あだ名は「ひーでー」で小さいころからのあだ名である。
仮面ライダーシリーズは『仮面ライダーW』『仮面ライダーオーズ/OOO』『仮面ライダーフォーゼ』などを観ており、『仮面ライダーガヴ』への出演が決まってからは勉強のために『仮面ライダー電王』や『仮面ライダーガヴ』のパイロット監督を担当した杉原輝昭の代表作である『仮面ライダーゼロワン』を観たという。

## 出演
役名の太字は主演作品。

### テレビドラマ
- 君が死ぬまであと100日（2023年10月24日 - 12月26日、日本テレビ）[1]
- マルス-ゼロの革命-（2024年1月23日 - 3月19日、テレビ朝日） - 西久保瑛多 役
- 仮面ライダーシリーズ（テレビ朝日）
  - 仮面ライダーガッチャード 最終話（2024年8月25日） - ショウマ / 仮面ライダーガヴ 役
  - 仮面ライダーガヴ（2024年9月1日 - ） - 主演・ショウマ・ストマック / 仮面ライダーガヴ、ダークショウマ / 仮面ライダービターガヴ 役[3][5]

### 映画
- 仮面ライダーシリーズ（東映）
  - 仮面ライダーガッチャード ザ・フューチャー・デイブレイク（2024年7月26日） - ショウマ / 仮面ライダーガヴ 役[3]
  - 仮面ライダーガヴ お菓子の家の侵略者（2025年7月25日） - 主演・ショウマ・ストマック / 仮面ライダーガヴ 役[6][7]

### CM
- オリックス生命保険（2023年10月30日 - ）[8]
- バンダイキャンディ「仮面ライダーグミ」（2024年9月1日 - ）[9]
- 大塚製薬「オロナミンCドリンク」（2025年5月4日 - ）[1]
- NOCK WOOD「DOROSCRUB MOUTH PURIFY TAB」（2025年8月18日 - ）[10]

### ミュージック・ビデオ
- リュックと添い寝ごはん『恋をして』（2023年11月15日 - ）[1]

### ゲーム
- 仮面ライダーバトル ガンバレジェンズ（2024年 - 2025年、データカードダス） - 仮面ライダーガヴ[11]、仮面ライダービターガヴ[12] 役

### オリジナルビデオ
- SWEET NIGHTMARE GAME ～おかしなゲーム大会～（2025年4月9日、東映ビデオ） - ショウマ・ストマック 役[13]

### 玩具
- 仮面ライダーガヴ DXガヴフォン（2024年11月23日）
- 仮面ライダーガヴ DXおしゃべりゴチゾウセット01（2025年3月）
- 仮面ライダーガヴ DXおしゃべりゴチゾウセット02（2025年3月）
- 仮面ライダーガヴ DXゴチポッド（2025年4月26日）
- 仮面ライダーガヴ DXおしゃべりゴチゾウセット03（2025年5月23日）
- 仮面ライダーガヴ DXおしゃべりゴチゾウセット04（2025年5月23日）
- 仮面ライダーガヴ DXおしゃべりゴチゾウセット05（2025年6月27日）
- 仮面ライダーガヴ DXおしゃべりゴチゾウセット06（2025年6月27日）
- 仮面ライダーガヴ DXおしゃべりゴチゾウセット08（2025年9月）
- 仮面ライダーガヴ DXガヴフォン ラキア&デンテEDITION（2025年12月）
- 仮面ライダーガヴ DXアメイジングミゴチゾウ&おしゃべりポッピングミゴチゾウ（ピーチ味）セット（2025年12月）
- 仮面ライダーガヴ DXヘクセンハイムゴチゾウ&ウエハウスゴチゾウ（2026年1月）

### その他
- 仮面ライダースーパーライブ2025（2024年 - 2025年） - 仮面ライダーガヴ 役[14]

## 書籍

### 雑誌連載
- POTATO「ひでのよんな〜らいふ」（2024年12月号 - 2025年9月号、ワン・パブリッシング）[15]

### 単行本
- ひでのよんな〜らいふ。（2025年10月9日発売予定、ワン・パブリッシング）[16]

## ディスコグラフィ

### キャラクターソング
| 発売日        | 商品名                                      | 歌                   | 楽曲           | 備考                                       |
| ------------- | ------------------------------------------- | -------------------- | -------------- | ------------------------------------------ |
| 2025年1月28日 | 仮面ライダーガヴ キャラクターソングアルバム | ショウマ（知念英和） | 「HAPPY NOTE」 | 特撮テレビドラマ『仮面ライダーガヴ』関連曲 |